# نووآلیسکویه
نووآلیسکویه (به لاتین: Novoaleyskoye) یک منطقهٔ مسکونی در روسیه است که در سرزمین آلتای واقع شده‌است.